# No Age
No Age – amerykański duet indie rockowy, założony w 2005 roku w Los Angeles przez Randy’ego Randalla (gitara) i Deana Allena Spunta (wokal, perkusja). Grupa wydała dotąd trzy długogrające albumy. Grupa wspiera organizację All Ages Movement Project, która integruje młodzież ze sobą i kulturą poprzez muzykę niezależną.

## Dyskografia

### Albumy
- Weirdo Rippers CD/12" (Fat Cat, 2007)
- Nouns CD/12" (Sub Pop, 2008)
- Everything in Between CD/12" (Sub Pop, 2010)

### EPki
- Get Hurt 12" (Upset The Rhythm, 2007)
- Dead Plane 12" (Teenage Teardrops, 2007)
- Sick People Are Safe 12" (Deleted Art, 2007)
- Flannel Graduate CD-r (z Zachem Hillem) (self-released, 2008)
- Altamont Apparel 10" (2009)
- Losing Feeling 12" (Sub Pop, 2009)
- "Collage Culture" 12" (PPM, 2012)

### Single
- "Neck Escaper 7" (Youth Attack, 2007)
- PPM 7" (Post Present Medium, 2007)
- Liars + No Age 7" (Post Present Medium/Hand Held Heart, 2008)
- "Eraser" (Sub Pop, 2008)
- Goat Hurt 10" (self-released, 2008)
- Shred Yr. Face 7" (Coalition, 2008)
- "Teen Creeps" (Sub Pop, 2008)
- " Glitter" (Sub Pop, 2010)
- Bored Fortress split 7" z Infinite Body (Not Not Fun, 2010)
- "Fever Dreaming" (Sub Pop, 2010)